# Murayama Tomiichi

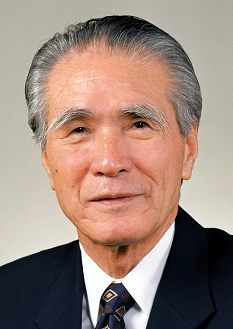
Murayama Tomiichi (1994)

Murayama Tomiichi (jap. 村山 富市; * 3. März 1924 in Ōita, Präfektur Ōita) ist ein ehemaliger japanischer Politiker und war vom 30. Juni 1994 bis zum 11. Januar 1996 der 52. Premierminister von Japan. Er war erst der zweite Sozialist/Sozialdemokrat in der Geschichte Japans, der dieses Amt bekleidete und nach Katayama Tetsu der erste nach fast 50 Jahren. Während seiner knapp achtzehnmonatigen Amtszeit leitete er das 81. japanische Kabinett, die erste Große Koalition zwischen Liberaldemokraten und Sozialisten und eines von nur wenigen Nachkriegskabinetten, in denen die parlamentarisch größte Partei nicht den Premierminister stellte.

## Leben

### Werdegang
Er wurde in der Präfektur Ōita als Sohn eines einfachen Fischers geboren. Murayama machte seinen Abschluss an der Meiji-Universität. Später trat er der Sozialistischen Partei Japans (SPJ, ab 1996: Sozialdemokratische Partei) bei.
Seine politische Karriere begann er 1955 als Mitglied des Stadtrates von Ōita. Von 1963 bis 1972 war er anschließend Mitglied des Präfekturparlaments von Ōita. 1972 wurde er ins Japanische Unterhaus gewählt.
Murayama galt als zäher Verhandlungspartner mit einer ruhigen Persönlichkeit. Besonders für seine Kompromissfähigkeit wurde er geschätzt. 1991 wurde er zum Leiter des Komitees für Parlamentsangelegenheiten (kokkai taisaku iinchō) der Sozialistischen Partei Japans ernannt. Im August 1993 beteiligte sich die Sozialistische Partei am Kabinett Hosokawa. Im September 1993 wurde Murayama zum Parteivorsitzenden, nachdem Yamahana Sadao nach den Verlusten bei der Unterhauswahl 1993 zurückgetreten war. Im April 1994 verließ die SPJ während der Bildung des nachfolgenden Kabinetts Hata die Koalition wieder, als drei Koalitionsparteien gemeinsame Fraktionen in beiden Kammern gründeten (und damit zumindest die SPJ-Fraktion im Unterhaus als stärkste Regierungsfraktion übertraf). Die erste Regierung ohne LDP-Beteiligung seit 1955 war schon nach wenigen Monaten in beiden Kammern ohne Mehrheit. Die Androhung eines Misstrauensvotums genügte, um das Kabinett Hata wenig später zum Rücktritt zu bewegen. In einer historischen Annäherung stimmte die LDP bei der Wahl eines Nachfolgers für Murayama und die traditionellen Erzrivalen LDP und SPJ (zusammen mit der kleinen Neuen Partei Sakigake) bildeten eine gemeinsame Regierung.

### Premierminister

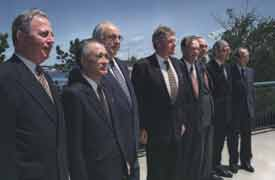
Murayama Tomiichi (zweiter von links) während des G7-Gipfels in Halifax 1995

Am 30. Juni 1994 wurde er Premierminister einer Koalition aus SPJ, LDP und der Neuen Partei Sakigake. Da sich das Kabinett aus sehr unterschiedlichen politischen Lagern zusammensetzte, galt er als schwacher Premierminister mit wenig Macht.
Er wurde wegen der langsamen Reaktion auf das Erdbeben von Kōbe am 17. Januar 1995 schwer kritisiert. Ebenfalls in seine Regierungszeit fiel das Attentat auf die Tokioter U-Bahn.
Zum 50. Jahrestag des Endes des Zweiten Weltkrieges entschuldigte er sich in der sogenannten Murayama-Erklärung für die von Japan begangenen Kriegsverbrechen. Sie stellt bis heute die offizielle Haltung der japanischen Regierung zur Kriegsvergangenheit dar.
Bei der Oberhauswahl 1995 musste seine Partei schwere Sitzverluste hinnehmen, worauf er seinen Rücktritt anbot. Seine Anhänger konnten ihn zwar vorerst umstimmen, doch einige Monate später überließ er seinen Posten Ryūtarō Hashimoto, dem Vorsitzenden der Liberaldemokratischen Partei.
2000 gab er seinen Rückzug aus der aktiven Politik bekannt und trat nicht bei der Unterhauswahl im Juni des Jahres für eine weitere Amtszeit an. Von 2014 bis 2020 war er Ehrenvorsitzender und Sonderberater der Sozialdemokratischen Partei, der Nachfolgepartei der SPJ.

## Ehrung
- Die kommunistische Partei Chinas würdigte ihn als Alten Freund des chinesischen Volkes.[3]